# Lesothos fotbollsförbund
Lesothos fotbollsförbund, officiellt Lesotho Football Association, är ett specialidrottsförbund som organiserar fotbollen i Lesotho.
Förbundet grundades 1932 och gick med i Caf 1964. De anslöt sig till Fifa år 1964. Lesothos fotbollsförbund har sitt huvudkontor i staden Maseru.